# Rosario García Orellana
Rosario García Orellana (Madrid, 2 de octubre de 1905 - Nueva York, 3 de noviembre de 1997) fue una soprano de coloratura cubana.

## Biografía
El compositor Ernesto Lecuona le escribió Escucha al Ruiseñor que grabó en Nueva York.
Se la llamó "El ruiseñor cubano" y actuó en Filadelfia donde completó sus estudios con el pianista Jorge Bolet, Carnegie Hall en 1932 y como Gilda en Rigoletto en Chicago.
Actuó en los hoteles Plaza y Biltmore de Nueva York y en la Unión Panamericana de Washington.
Fue parte la compañía de Lecuona e hizo giras nacionales e internacionales.